# Голованевская поселковая община
Голованевская поселковая община (укр. Голованівська селищна громада) — территориальная община в Голованевском районе Кировоградской области Украины.
Административный центр — Голованевск.
Население составляет 16234 человек. Площадь — 662,48 км².
В соответствии с распоряжением Кабинета Министров Украины от 12 июня 2020 года, в состав общины вошла территория Голованевского поселкового совета, а также Вербовского, Грузского, Емиловского, Журавлинского, Клиновского, Красногорского, Межиречковского, Молдовского, Наливайковского, Раздольского, Роскошненского, Свирновского, Троянского и Шепиловского сельских советов Голованевского района

## Населённые пункты
В состав общины входит 3 посёлка и 28 сёл:
- Голованевск
  - Посёлок Голованевск
- Грузский старостинский округ:
  - Вербовое
  - Грузское
  - Клиновое
  - Ясное
- Емиловский старостинский округ:
  - Емиловка
  - Посёлок Емиловка
  - Константиновка
  - Маринополь
  - Марьяновка
  - Новосёлка
  - Роскошное
- Межиречковский старостинский округ:
  - Александровка
  - Краснополье
  - Межиречка
  - Шепилово
- Красногорский старостинский округ:
  - Алексеевка
  - Зелёная Балка
  - Красногорка
  - Манжурка
  - Матвеевка
  - Молдовка
  - Надиевка
  - Новоголованевск
  - Раздол
  - Свирнево
- Троянский старостинский округ:
  - Журавлинка
  - Наливайка
  - Троянка
  - Цветково